# RFL Championship 1940-41
El Northern Rugby Football League Wartime Emergency League  de 1940-41 fue la 46.º edición del torneo de rugby league más importante de Inglaterra.
El torneo se disputó de manera no oficial, no considerándose el campeón de esta temporada dentro del palmarés del Rugby Football League Championship, el campeonato fue organizado con el fin de mantener el deporte e impulsar la moral del público. 

## Formato
Los equipos se enfrentaron en las ligas locales de los condados de Yorkshire y Lancashire, ambos campeones disputaron una final para definir el campeón de la temporada.

## Participantes
| Liga                    | Ganador           |
| ----------------------- | ----------------- |
| Yorkshire Championship  | Bradford Northern |
| Lancashire Championship | Wigan Warriors    |

## Encuentros
| 12 de abril de 1941 | Wigan Warriors | 6 - 17 | Bradford Northern |  |  |

| 14 de abril de 1941 | Bradford Northern | 28 - 9 | Wigan Warriors |  |  |

| Bandera de Inglaterra     |
| Campeón Bradford Northern |